# Siringa a pistola

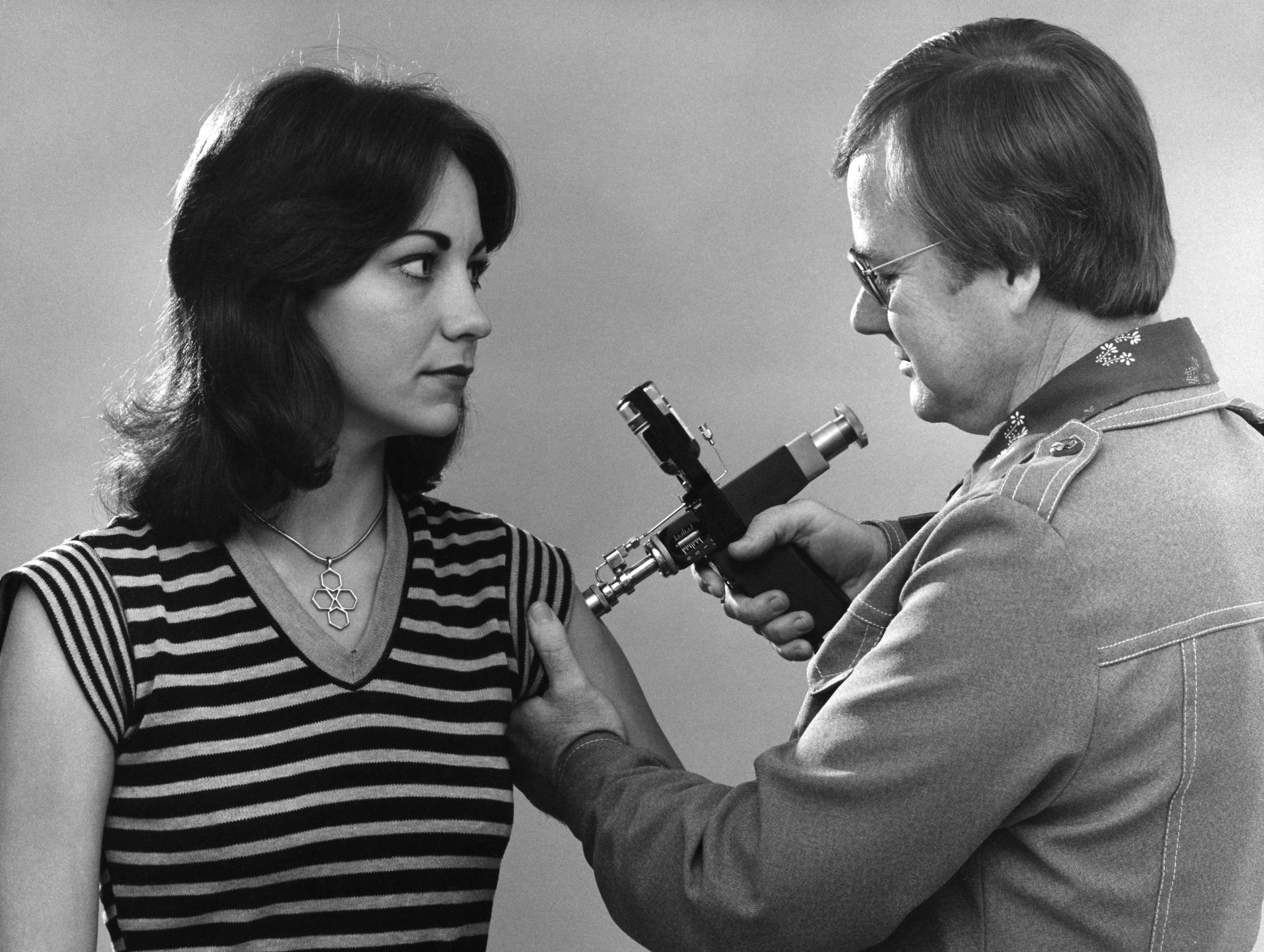
Una siringa a pistola utilizzata nelle vaccinazioni di massa durante l'epidemia di influenza suina del 1976 negli Stati Uniti.

La siringa a pistola è un dispositivo medico utilizzato per l'iniezione di farmaci o vaccini tramite un flusso stretto e ad alta pressione (circa 85 MPa), che penetra senza ago lo strato più esterno della pelle (strato corneo) per depositare il liquido iniettato nei tessuti sottostanti dell'epidermide o del derma (iniezione "cutanea", nota anche come iniezione "intradermica" classica), grasso (iniezione "sottocutanea") o muscolo (iniezione "intramuscolare").
Il flusso del getto è generato di solito dalla pressione di un pistone in una camera chiusa piena di liquido. Il pistone viene solitamente spinto dal rilascio di una molla di metallo compresso, sebbene i dispositivi di ricerca possano utilizzare effetti piezoelettrici e altre nuove tecnologie per pressurizzare il liquido nella camera. Le molle dei dispositivi attualmente commercializzati e storici possono essere compresse dalla potenza muscolare dell'operatore, dal fluido idraulico, dai motori a batteria incorporati, dall'aria o dal gas compressi o da altri mezzi. I dispositivi alimentati a gas o idraulicamente possono includere tubi che trasportano gas compresso o fluido idraulico da bombole separate di gas, pompe pneumatiche elettriche, pompe a pedale o altri componenti per ridurre le dimensioni e il peso della parte manuale del sistema e per consentire metodi più veloci e meno stancanti per eseguire vaccinazioni consecutive.
Le siringhe a pistola sono state spesso usate per la vaccinazione di massa e in alternativa alle siringhe ad ago per i diabetici per iniettare insulina. Oltre agli usi per la salute, dispositivi simili vengono utilizzati in altri settori per iniettare grasso o altri fluidi. Nella medicina umana, la pistola per le vaccinazioni non viene quasi più usata, soprattutto per motivi di sterilità; nella medicina veterinaria invece la siringa-pistola è tuttora utilizzata nelle vaccinazioni massive del bestiame.
Il termine "hypospray ", spesso utilizzato nella fantascienza, deriva da un vero iniettore a getto noto con tale nome e citato in numerosi articoli scientifici.

## Storia
- XIX secolo: gli operai in Francia avevano iniezioni accidentali di jet con pistole per ingrassaggio ad alta potenza[4]
- 18 dicembre 1866: Jules-Auguste Béclard presenta l'invenzione del Dr. Jean Sales-Girons, Appareil pour l'aquapuncture all'Académie Impériale de Médecine di Parigi. Questo è il primo iniettore a getto documentato per somministrare acqua o medicine a una pressione sufficiente a penetrare nella pelle senza l'uso di un ago.[5]
- Anni 1920: i motori diesel iniziarono a essere prodotti in grandi quantità: così iniziò il serio rischio di iniezione accidentale del jet da parte dei loro iniettori di carburante in incidenti d'officina.
- 1935: Arnold K. Sutermeister, un ingegnere meccanico, vede un lavoratore ferirsi la mano a causa di un flusso a getto ad alta pressione e teorizza di usare il concetto per somministrare un farmaco. Sutermeister collabora con il Dr. John Roberts nella creazione di un prototipo di iniettore a getto.[6]
- 1937: prima pubblicazione di un getto d'iniezione accidentale da parte di un iniettore di carburante di un motore diesel .[7]
- 1936: Marshall Lockhart, un ingegnere, ha depositato un brevetto per la sua idea di un iniettore a getto dopo aver appreso dell'invenzione di Sutermeister.[8]
- 1947: l'iniettore a getto di Lockhart, noto come Hypospray, fu introdotto per la valutazione clinica dal Dr. Robert Hingson e dal Dr. James Hughes.[9]
- 1951: la Commissione per l'immunizzazione del consiglio epidemiologico delle forze armate chiese alla Scuola di specializzazione del Servizio medico dell'esercito di sviluppare "apparecchiature di iniezione a getto specificamente progettate per un rapido funzionamento semiautomatico in programmi di immunizzazione su larga scala".[10] Questo dispositivo è diventato noto come iniettore a getto di ugello multiuso (MUNJI).
- 1954-1967: il Dr. Robert Hingson partecipò a numerose spedizioni sanitarie con la sua carità, Brother's Brother Foundation. Hingson ha dichiarato di aver vaccinato oltre 2 milioni di persone in tutto il mondo utilizzando vari iniettori a getto di ugelli multiuso.[11]
- 1955: Warren e colleghi (1955) riportarono sull'introduzione di un prototipo di iniettore multidose a getto, noto come Press-O-Jet, che era stato sottoposto con successo a test clinici su 1.685 soldati dell'esercito americano.

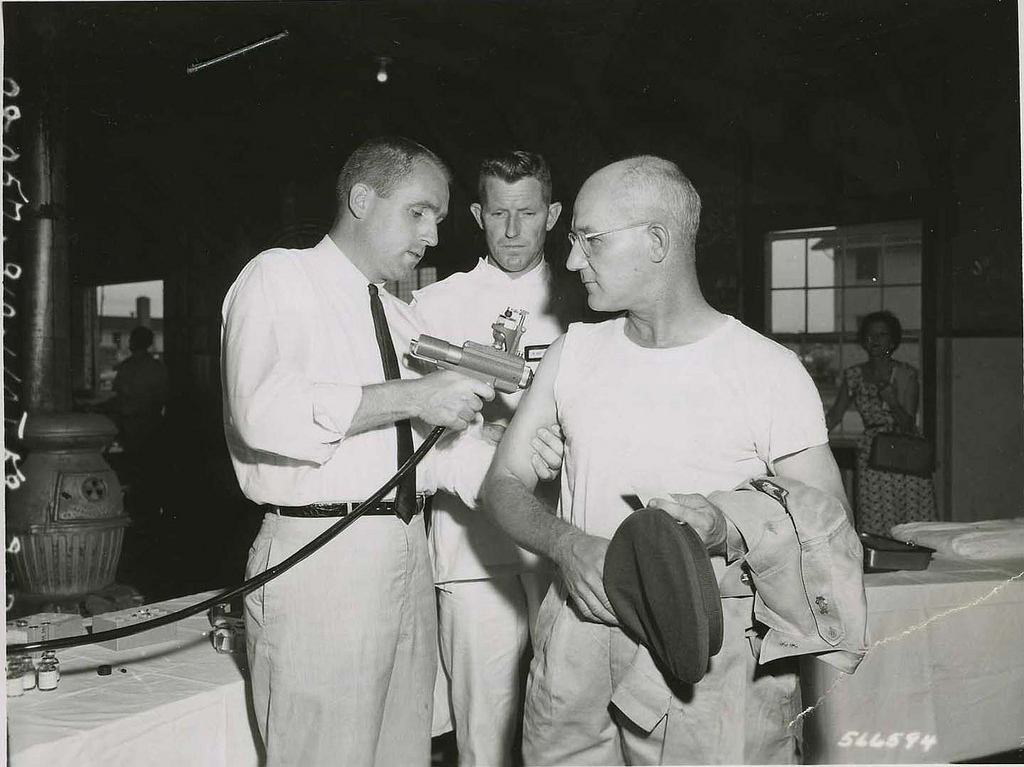
Hypospray Jet Injector utilizzato nella vaccinazione contro il tifo in una base militare americana, 1959.

- 1959: Abram Benenson, tenente colonnello per la divisione di immunologia del Walter Reed Army Institute of Research, riporta lo sviluppo di quello che divenne ampiamente noto come Ped-O-Jet. L'invenzione è stata la collaborazione del Dr. Benenson e Aaron Ismach. Ismach era uno scienziato civile che lavorava per il laboratorio di sviluppo di apparecchiature e ricerca medica dell'esercito americano.[12]
- 1961: il Dipartimento dell'Esercito fa degli iniettori a getto di ugelli multiuso lo standard per la somministrazione di immunizzazioni.[13]
- 1961: il CDC implementa programmi di vaccinazione di massa negli Stati Uniti chiamati Babies and Breadwinners per combattere la poliomielite. Questi eventi di vaccinazione hanno utilizzato iniettori a getto di ugelli multiuso.[14]
- 1964: Aaron Ismach inventò un ugello intradermico per l'iniettore Ped-O-Jet, che consentì la consegna delle vaccinazioni di vaiolo poco profonde.[15]
- 1964: Aaron Ismach riceve l'eccezionale premio per il servizio civile durante l'ottava cerimonia annuale dei premi del segretario dell'esercito per la sua invenzione dell'ugello intradermico.[16]
- 1966: Oscar Banker, un ingegnere, brevetta la sua invenzione di un iniettore a getto di ugello multiuso portatile che utilizza CO2 come fonte di energia. Questo sarebbe diventato noto come Med-E-Jet.[17]
- Settembre 1966: la serie Star Trek iniziò a utilizzare il proprio dispositivo iniettore a getto sotto il nome di " hypospray ".
- 1967: i nicaraguensi sottoposti a vaccinazioni contro il vaiolo soprannominati gli iniettori a getto di pistola (Ped-O-Jet e Med-E-Jet) come "la pistola de la paz", che significa "la pistola della pace". Il nome "Peace Guns" è rimasto bloccato.[18]

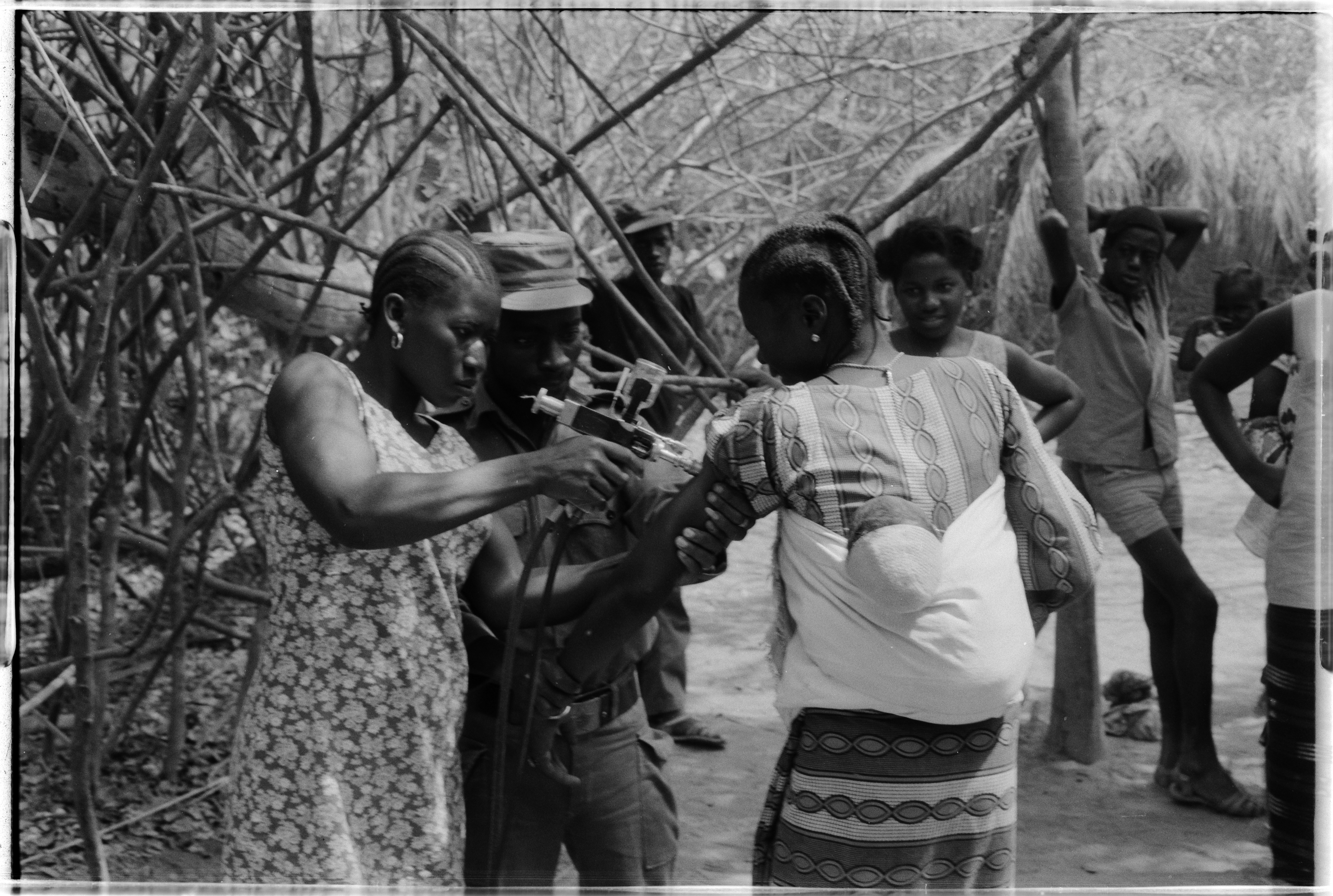
Un iniettore a getto utilizzato nel 1973, a Campada, Guinea-Bissau

- 1976: l'agenzia degli Stati Uniti per lo sviluppo internazionale (USAID) pubblica un libro intitolato War on Hunger che descrive in dettaglio la guerra contro il vaiolo che la pistola a getto d'iniezione di Ismach è stata utilizzata per sradicare la malattia in Africa e in Asia. Il governo degli Stati Uniti ha speso $ 150 milioni all'anno per prevenire la sua ricorrenza in Nord America.
- 1986: si verifica un focolaio di epatite B tra 57 pazienti in una clinica di Los Angeles a causa di un iniettore Med-E-Jet.[19]
- 1997: Il Dipartimento della Difesa degli Stati Uniti, il più grande utente dell'iniettore a getto, annuncia che smetterà di usarlo per le vaccinazioni di massa a causa delle preoccupazioni sulle infezioni.[20][21]
- 2003: Il Dipartimento degli affari dei veterani degli Stati Uniti riconosce per la prima volta che un veterano acquisisce l'epatite C dalle sue iniezioni di jet militari e premia il servizio di connessione per la sua disabilità.[22]
- Aprile 2010: Tae-hee Han e Jack J. Yoh hanno creato un iniettore di microjet riutilizzabile a base laser per la consegna di farmaci transdermici[23]
- 13 febbraio 2013: l'iniettore senza ago PharmaJet Stratis ha ricevuto la certificazione PQS dell'OMS .[24]
- 2013: la revisione e la storia più completa dell'iniezione a getto fino ad oggi è pubblicata nella sesta edizione del libro di testo Vaccini .[25]
- 14 agosto 2014: la US Food and Drug Administration (FDA) ha approvato l'uso del PharmaJet Stratis 0,5 ml Jet Injector senza ago per la consegna di un particolare vaccino contro l'influenza (AFLURIA® di bioCSL Inc.) nelle persone dai 18 ai 64 anni età.[26]
- Ottobre 2017: David Fernandez Rivas ha sviluppato un nuovo tipo di iniettore a getto laser[27][28]

## Tipi

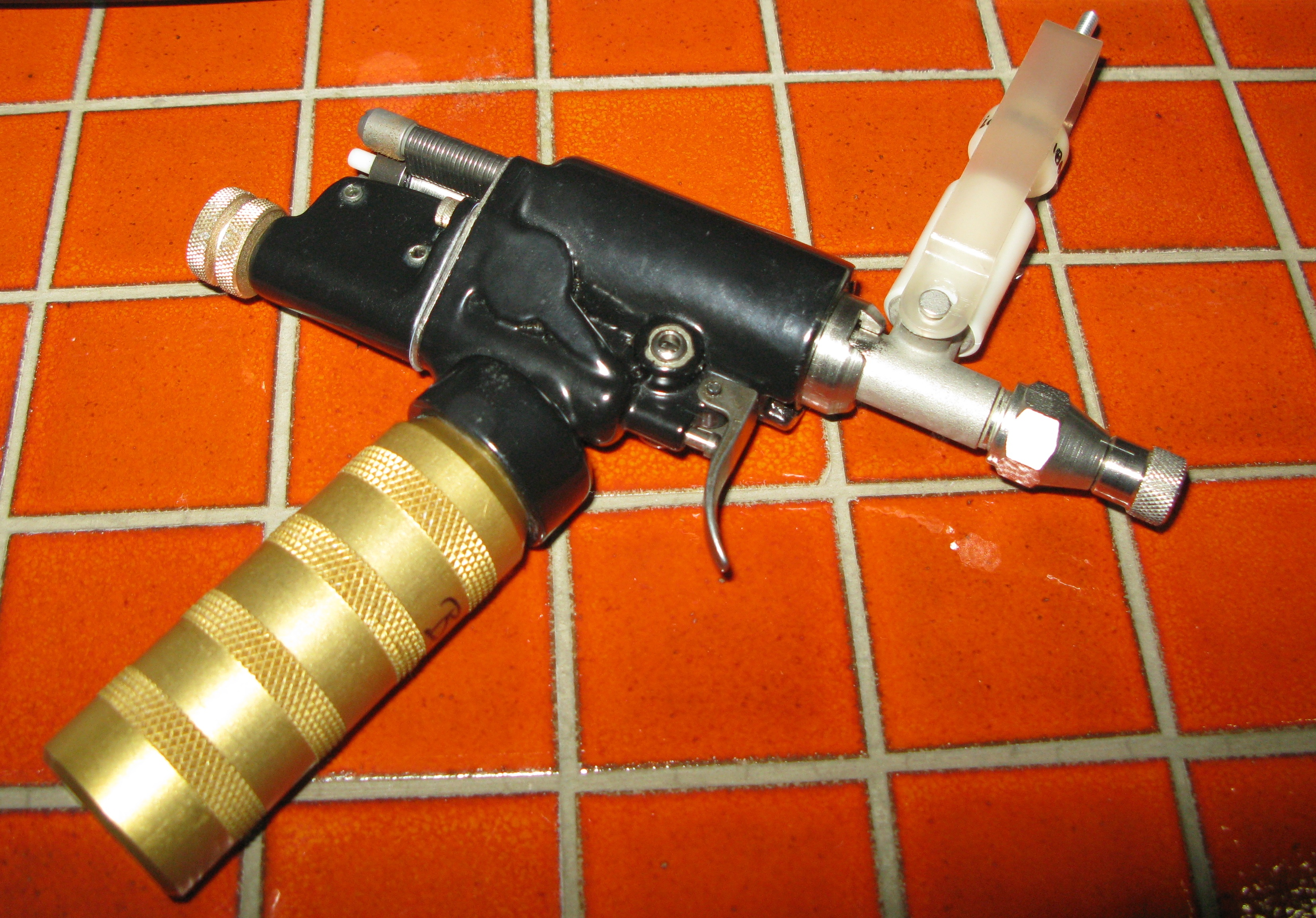
Una pistola per vaccinazione Med-E-Jet del 1980

Un iniettore a getto, noto anche come pistola iniettatrice a getto, pistola ad aria o iniettore pneumatico, è uno strumento medico che utilizza un getto ad alta pressione di farmaci liquidi per penetrare nella pelle e somministrare farmaci sotto la pelle senza ago. Gli iniettori a getto possono essere iniettori a getto monodose o multidose.
Nel corso degli anni gli iniettori a getto sono stati riprogettati per superare il rischio di contaminazione di soggetti successivi. Per cercare di fermare il rischio, i ricercatori hanno posizionato un cappuccio protettivo monouso sull'ugello riutilizzabile. Il cappuccio protettivo doveva fungere da scudo tra l'ugello riutilizzabile e la pelle del paziente. Dopo ogni iniezione il cappuccio verrebbe scartato e sostituito con uno sterile. Questi dispositivi erano noti come iniettori senza ago con cappuccio di protezione o PCNFI. Un test di sicurezza (Kelly e colleghi, 2008) ha però rilevato che un dispositivo PCNFI non è riuscito a prevenire la contaminazione. Dopo aver somministrato le iniezioni ai pazienti con epatite B, i ricercatori hanno scoperto che l'epatite B era penetrata nel cappuccio protettivo e aveva contaminato i componenti interni dell'iniettore a getto, dimostrando che il percorso interno del fluido e le parti a contatto del paziente non potevano essere riutilizzati in modo sicuro.
I ricercatori hanno sviluppato un nuovo design di iniezione a getto combinando il serbatoio del farmaco, lo stantuffo e l'ugello in una cartuccia monouso. La cartuccia viene posizionata sulla punta dell'iniettore a getto e quando attivata un'asta spinge lo stantuffo in avanti. Questo dispositivo è noto come iniettori di getto a cartuccia usa e getta (DCJI).
L'International Standards Organization ha raccomandato di abbandonare l'uso del nome "jet injector", che è associato a un rischio di contaminazione incrociata e si riferisce piuttosto ai dispositivi più recenti come "iniettori senza ago".

## Criticità
Poiché l'iniettore a getto rompe la barriera della pelle, esiste il rischio che sangue e materiale biologico vengano trasferiti da un utente all'altro. La ricerca sui rischi di contaminazione incrociata è nata immediatamente dopo l'invenzione della tecnologia di iniezione a getto.
Esistono tre problemi intrinseci con gli iniettori a getto:

### Splash-back
Splash-back si riferisce al flusso del getto che penetra nella pelle esterna ad alta velocità causando il rimbalzo del flusso del getto all'indietro e contaminando l'ugello.
Esempi di splash-back sono stati pubblicati da numerosi ricercatori. Samir Mitragrotri ha catturato visivamente lo splash-back dopo aver scaricato un iniettore a getto di ugello multiuso usando la microcinematografia ad alta velocità. Hoffman e colleghi (2001) hanno anche osservato che l'ugello e il percorso del fluido interno dell'iniettore a getto erano contaminati.

### Risucchio di fluido
Il risucchio di fluido si verifica quando il sangue lasciato sull'ugello dell'iniettore a getto viene risucchiato nell'orifizio dell'iniettore, contaminando la dose successiva da sparare.
Il CDC ha riconosciuto che l'iniettore a getto più usato al mondo, il Ped-O-Jet, ha risucchiato il fluido nella pistola. "Dopo le iniezioni, [CDC] hanno osservato che il liquido rimasto sull'ugello Ped-O-Jet viene risucchiato nel dispositivo al momento del suo armamento e riempito per l'iniezione successiva (oltre la portata del tamponamento con alcool o di acetone)", ha affermato il Dr. Bruce Weniger.

### Flusso retrogrado
Il flusso retrogrado si verifica dopo che il flusso del getto penetra nella pelle e crea un buco, se la pressione del flusso del getto fa sì che lo spruzzo, dopo la miscelazione con fluidi tissutali e sangue, rimbalzi fuori dal foro, contro il flusso del getto in entrata e l'orifizio dell'ugello.
Questo problema è stato segnalato da numerosi ricercatori.
L'epatite B può essere trasmessa da meno di un milionesimo di millilitro pertanto i produttori di iniettori devono garantire l'assenza di contaminazione crociata tra le applicazioni. L'Organizzazione mondiale della sanità non raccomanda più vaccini a getto per vaccinazione a causa dei rischi di trasmissione della malattia.
Numerosi studi hanno trovato infezioni correlate a malattie da iniezioni a getto. Un esperimento condotto su topi, pubblicato nel 1985, ha dimostrato che gli iniettori a getto trasmettono frequentemente il virus di elevazione virale del lattato deidrogenasi (LDV) da un topo all'altro. Un altro studio ha utilizzato il dispositivo su un polpaccio, quindi ha testato il sangue rimanente nell'iniettore per il sangue. Ogni iniettore testato aveva sangue rilevabile in quantità sufficiente a trasmettere un virus come l'epatite B.
Dal 1984 al 1985, una clinica per la perdita di peso a Los Angeles ha somministrato gonadotropina corionica umana (hCG) con un iniettore Med-E-Jet. L'indagine del CDC ha rilevato che 57 persone su 239 che avevano ricevuto l'iniezione a getto sono risultate positive per l'epatite B.
È stato anche scoperto che gli iniettori a getto di inoculo di batteri dall'ambiente agli utenti. Nel 1988 una clinica di podologia usò un iniettore a getto per somministrare anestetico locale alle dita dei pazienti. Otto di questi pazienti hanno sviluppato infezioni causate da Mycobacterium chelonae. L'iniettore è stato conservato in un contenitore di acqua e disinfettante tra l'uso, ma l'organismo è cresciuto nel contenitore. Questa specie di batteri si trova talvolta nell'acqua del rubinetto ed era stata precedentemente associata a infezioni da iniettori a getto.